# Teknőboltozat
A teknőboltozat téglalap alapú, zárt, csúcsíves boltozat, a borda nélküli boltozatok egyik típusa, a kolostorboltozat és a dongaboltozat kombinációja. Teljes kerületén alátámasztást igényel; hosszú terek boltozására alkalmas. Mindkét végét vaknegyed zárja le.